# 孔涛 (元朝)
孔涛（1287年—1343年），字世平，衢州路西安县人，元朝政治人物。

## 生平
孔涛幼年聪慧，五岁即知读书。长大后，被赵孟頫、邓文原器重。泰定帝泰定元年中进士。历任平江路昆山州判官、吴江州判官、桂阳州判官，有政绩。官至潮州路总管府知事。至正三年，去世，年五十七岁。著有《阙里谱系》一卷。其子孔思构。

## 家族
孔涛是孔子五十三世孙。祖籍曲阜，南宋绍兴初年，从曲阜迁徙到衢州，父亲孔纯，担任西安县儒学教谕。孔涛之兄孔洙，是南宋末代衍圣公。